# شیتیل یانسرود
شیتیل یانسرود (انگلیسی: Kjetil Jansrud؛ زادهٔ ۲۸ اوت ۱۹۸۵) اسکی‌باز آلپاین اهل نروژ است.